# Nocoloty
Nocoloty (Nyctibiidae) – rodzina ptaków z rzędu nocolotowych (Nyctibiiformes).

## Zasięg występowania
Rodzina obejmuje owadożerne ptaki średniej wielkości, prowadzące nocny tryb życia, występujące w Ameryce Południowej i Środkowej oraz w Meksyku.

## Charakterystyka
Nocoloty mają maskujące, miękkie upierzenie, małe dzioby z szeroką paszczą i bardzo duże oczy. Obie płcie wyglądają podobnie. Osiągają wielkość do 50 cm. Nie budują gniazd – samica składa 1–2 jaja w małych zagłębieniach w pniach lub gałęziach. Wysiadywanie trwa ok. 33 dni, pisklę opuszcza miejsce wylęgu po 44–50 dniach.

## Podział systematyczny
Do rodziny należą dwa występujące współcześnie rodzaje:
- Phyllaemulor Costa, Whitney, Braun, White, Silveira & Cleere, 2018 – jedynym przedstawicielem jest Phyllaemulor bracteatus (Gould, 1846) – nocolot rudy
- Nyctibius Vieillot, 1816

oraz rodzaj wymarły:
- Paraprefica G. Mayr, 1999